# 0과 1 사이
"0과 1 사이"(0と1の間 제로토이치이치노아이다[*])는 AKB48의 3번째 베스트 앨범이다. 2015년 11월 18일에 You, Be Cool!를 통해 발매되었다.

## 개요
전작 "여기가 로도스다, 여기서 뛰어라!"으로부터 약 10개월 만의 앨범이다.
전작 "최고의 곡들"으로부터 약 5년 만의 베스트 앨범이다.
오리콘 2015년 연간 앨범 랭킹에서 5위를 차지했다.

## 수록곡

### No.1 Singles
자켓 사진 (표지): 다카하시 미나미, 사시하라 리노, 미네기시 미나미, 마츠이 쥬리나, 미야와키 사쿠라, 야마모토 사야카, 미야자와 사에, 이리야마 안나 
CD (DISC 1)
1. RIVER
2. 桜の栞 / 벚꽃 책갈피
3. ポニーテールとシュシュ / 포니테일과 슈슈
4. ヘビーローテーション / 헤비 로테이션
5. Beginner
6. チャンスの順番 / 찬스의 순번
7. 桜の木になろう / 벚나무가 되자
8. Everyday、カチューシャ / Everyday, 카츄샤
9. フライングゲット / 플라잉 겟
10. 風は吹いている / 바람은 불고 있어
11. 上からマリコ / 위에서부터 마리코
12. GIVE ME FIVE!
13. 真夏のSounds good! / 한여름의 Sounds good!
14. ギンガムチェック / 깅엄 체크
15. UZA
16. 永遠プレッシャー / 영원한 압박감

CD (DISC 2)
1. So long!
2. さよならクロール / 잘 가 크롤
3. 恋するフォーチュンクッキー / 사랑하는 포춘 쿠키
4. ハート・エレキ / 하트 일렉트릭
5. 鈴懸の木の道で「君の微笑みを夢に見る」と言ってしまったら僕たちの関係はどう変わってしまうのか、僕なりに何日か考えた上でのやや気恥ずかしい結論のようなもの / 플라타너스 나무가 서 있는 길에서 "네 미소를 꿈에서 보았어"라고 말한다면 우리의 관계는 어떻게 변하는 걸까, 내 나름대로 며칠이고 생각해 본 후의 조금 부끄러운 결론 같은 것
6. 前しか向かねえ / 앞 밖에 보지 않아
7. ラブラドール・レトリバー / 래브라도 리트리버
8. 心のプラカード / 마음의 플래카드
9. 希望的リフレイン / 희망적 리프레인
10. Green Flash
11. 僕たちは戦わない / 우리들은 싸우지 않아
12. ハロウィン・ナイト / 할로윈 나이트
13. やさしくありたい / 다정한 사람으로 있고 싶어  - 카시와기 유키(AKB48)·사시하라 리노(HKT48)
14. トイプードルと君の物語 / 토이푸들과 너의 이야기  - 마츠이 쥬리나(SKE48)·시마자키 하루카(AKB48)
15. あの頃、好きだった人 / 그 시절, 좋아했던 사람  - 코지마 하루나(AKB48)·요코야마 유이(AKB48)

### Million Singles
자켓 사진 (표지): 와타나베 마유, 코지마 하루나, 시마자키 하루카, 카시와기 유키, 요코야마 유이, 카토 레나, 키자키 유리아, 키타하라 리에 
CD (DISC 1)
1. Beginner
2. 桜の木になろう / 벚나무가 되자
3. Everyday、カチューシャ / Everyday, 카츄샤
4. フライングゲット / 플라잉 겟
5. 風は吹いている / 바람은 불고 있어
6. 上からマリコ / 위에서부터 마리코
7. GIVE ME FIVE!
8. 真夏のSounds good! / 한여름의 Sounds good!
9. ギンガムチェック / 깅엄 체크
10. UZA
11. 永遠プレッシャー / 영원한 압박감
12. So long!
13. さよならクロール / 잘 가 크롤
14. 恋するフォーチュンクッキー / 사랑하는 포춘 쿠키
15. ハート・エレキ / 하트 일렉트릭

CD (DISC 2)
1. 鈴懸の木の道で「君の微笑みを夢に見る」と言ってしまったら僕たちの関係はどう変わってしまうのか、僕なりに何日か考えた上でのやや気恥ずかしい結論のようなもの / 플라타너스 나무가 서 있는 길에서 "네 미소를 꿈에서 보았어"라고 말한다면 우리의 관계는 어떻게 변하는 걸까, 내 나름대로 며칠이고 생각해 본 후의 조금 부끄러운 결론 같은 것
2. 前しか向かねえ / 앞 밖에 보지 않아
3. ラブラドール・レトリバー / 래브라도 리트리버
4. 心のプラカード / 마음의 플래카드
5. 希望的リフレイン / 희망적 리프레인
6. Green Flash
7. 僕たちは戦わない / 우리들은 싸우지 않아
8. ハロウィン・ナイト / 할로윈 나이트
9. Clap - 팀 A
10. 愛の使者 / 사랑의 사자  - 팀 K
11. ミュージックジャンキー / 음악 중독자  - 팀 B
12. 泣き言タイム / 넋두리 타임  - 팀 4
13. 一生の間に何人と出逢えるのだろう / 평생 몇 명이나 사람을 만나는 걸까  - 팀 8
14. LOVE ASH - 다카하시 미나미(AKB48)·야마모토 사야카 (NMB48)(NMB48.AKB48)

### Complete Singles
자켓 사진 (표지): 다카하시 미나미, 사시하라 리노, 미네기시 미나미, 마츠이 쥬리나, 미야와키 사쿠라, 야마모토 사야카, 미야자와 사에, 이리야마 안나, 와타나베 마유, 코지마 하루나, 시마자키 하루카, 카시와기 유키, 요코야마 유이, 카토 레나, 키자키 유리아, 키타하라 리에 
CD (DISC 1)
1. 桜の花びらたち / 벚꽃의 꽃잎들
2. スカート、ひらり / 스커트, 펄럭
3. 会いたかった / 만나고 싶었어
4. 制服が邪魔をする / 교복이 방해를 해
5. 軽蔑していた愛情 / 경멸했던 애정
6. BINGO!
7. 僕の太陽 / 나의 태양
8. 夕陽を見ているか? / 석양을 보고 있을까?
9. ロマンス、イラネ / 로맨스, 필요 없어
10. 桜の花びらたち2008 / 벚꽃의 꽃잎들 2008
11. Baby! Baby! Baby!
12. 大声ダイヤモンド / 큰 목소리 다이아몬드
13. 10年桜 / 10년 벚꽃
14. 涙サプライズ! / 눈물 서프라이즈!
15. 言い訳Maybe / 변명 Maybe

CD (DISC 2)
1. RIVER
2. 桜の栞 / 벚꽃 책갈피
3. ポニーテールとシュシュ / 포니테일과 슈슈
4. ヘビーローテーション / 헤비 로테이션
5. Beginner
6. チャンスの順番 / 찬스의 순번
7. 桜の木になろう / 벚나무가 되자
8. Everyday、カチューシャ / Everyday, 카츄샤
9. フライングゲット / 플라잉 겟
10. 風は吹いている / 바람은 불고 있어
11. 上からマリコ / 위에서부터 마리코
12. GIVE ME FIVE!
13. 真夏のSounds good! / 한여름의 Sounds good!
14. ギンガムチェック / 깅엄 체크
15. UZA
16. 永遠プレッシャー / 영원한 압박감

CD (DISC 3)
1. So long!
2. さよならクロール / 잘 가 크롤
3. 恋するフォーチュンクッキー / 사랑하는 포춘 쿠키
4. ハート・エレキ / 하트 일렉트릭
5. 鈴懸の木の道で「君の微笑みを夢に見る」と言ってしまったら僕たちの関係はどう変わってしまうのか、僕なりに何日か考えた上でのやや気恥ずかしい結論のようなもの / 플라타너스 나무가 서 있는 길에서 "네 미소를 꿈에서 보았어"라고 말한다면 우리의 관계는 어떻게 변하는 걸까, 내 나름대로 며칠이고 생각해 본 후의 조금 부끄러운 결론 같은 것
6. 前しか向かねえ / 앞 밖에 보지 않아
7. ラブラドール・レトリバー / 래브라도 리트리버
8. 心のプラカード / 마음의 플래카드
9. 希望的リフレイン / 희망적 리프레인
10. Green Flash
11. 僕たちは戦わない / 우리들은 싸우지 않아
12. ハロウィン・ナイト / 할로윈 나이트
13. クリスマスイブに泣かないように / 크리스마스 이브에 울지 않도록  - 와타나베 마유(AKB48)·미야와키 사쿠라(HKT48.AKB48)
14. 始まりの雪 / 시작의 눈  - 오오시마 료카(AKB48)·타카하시 쥬리 (AKB48)·타노 유카(AKB48)·무토 토무(AKB48)
15. ロザリオ / 로자리오  - 이리야마 안나(AKB48)·키자키 유리아(AKB48)·카토 레나(AKB48)·코다마 하루카(HKT48.AKB48)

DVD
1. AKB48 그룹 에어 악수회 2015 영상
2. DECADE ~ AKB48 10년의 궤적 ~

### 극장반
자켓 사진 (표지): AKB48 극장 입구
CD (DISC 1)
1. Beginner
2. 桜の木になろう / 벚나무가 되자
3. Everyday、カチューシャ / Everyday, 카츄샤
4. フライングゲット / 플라잉 겟
5. 風は吹いている / 바람은 불고 있어
6. 上からマリコ / 위에서부터 마리코
7. GIVE ME FIVE!
8. 真夏のSounds good! / 한여름의 Sounds good!
9. ギンガムチェック / 깅엄 체크
10. UZA
11. 永遠プレッシャー / 영원한 압박감
12. So long!
13. さよならクロール / 잘 가 크롤
14. 恋するフォーチュンクッキー / 사랑하는 포춘 쿠키
15. ハート・エレキ / 하트 일렉트릭

CD (DISC 2)
1. 鈴懸の木の道で「君の微笑みを夢に見る」と言ってしまったら僕たちの関係はどう変わってしまうのか、僕なりに何日か考えた上でのやや気恥ずかしい結論のようなもの / 플라타너스 나무가 서 있는 길에서 "네 미소를 꿈에서 보았어"라고 말한다면 우리의 관계는 어떻게 변하는 걸까, 내 나름대로 며칠이고 생각해 본 후의 조금 부끄러운 결론 같은 것
2. 前しか向かねえ / 앞 밖에 보지 않아
3. ラブラドール・レトリバー / 래브라도 리트리버
4. 心のプラカード / 마음의 플래카드
5. 希望的リフレイン / 희망적 리프레인
6. Green Flash
7. 僕たちは戦わない / 우리들은 싸우지 않아
8. ハロウィン・ナイト / 할로윈 나이트
9. てんとうむChu!を探せ! / 텐토무Chu!를 찾아라!  - 텐토무Chu!
10. あれから僕は勉強が手につかない / 그 때부터 나는 공부가 손에 잡히지 않는다  - 덴덴무Chu!

## 선발 멤버

### Clap
Team A 명의 
- 팀A: 이리야마 안나, 이와타 카렌, 오오야 시즈카, 오오와다 나나, 오가사와라 마유, 코지마 나츠키, 코지마 하루나, 사사키 유카리, 시마자키 하루카, 다카하시 미나미, 타키타 카요코, 타니구치 메구, 나카니시 치요리, 나카무라 마리코, 니시야마 레나, 히라타 리나, 마에다 아미, 미야자키 미호, 요코야마 유이
- 팀8: 야마다 나나미
- NMB48 팀 M: 시로마 미루
- HKT48 팀 KIV: 미야와키 사쿠라

### 사랑의 사자
Team K 명의 
- 팀K: 아이가사 모에, 아베 마리아, 이시다 하루카, 이치카와 마나미, 시노자키 아야나, 시마다 하루카, 시모구치 히나나, 타카죠 아키, 타노 유카, 나가오 마리야, 나카타 치사토, 후지타 나나, 미네기시 미나미, 무카이치 미온, 무토 토무, 모기 시노부, 유모토 아미
- 팀8: 나카노 이쿠미
- NMB48 팀 N: 야마모토 사야카 (NMB48)
- HKT48 팀 H: 코다마 하루카
- SNH48 팀 SII: 스즈키 마리야

### 음악 중독자
Team B 명의 
- 팀 B:이와사 미사키, 우치다 마유미, 우치야마 나츠키, 우메타 아야노, 오오시마 료카, 카토 레나, 키자키 유리아, 고토 모에, 코바야시 카나, 타케우치 미유, 타츠야 마키호, 타나베 미쿠, 후쿠오카 세이나, 요코시마 아에리, 와타나베 마유, 카시와기 유키
- 팀8: 사카구치 나기사
- NMB48 팀 BII: 와타나베 미유키
- HKT48 팀 H: 야부키 나코

### 넋두리 타임
Team 4 명의 
- 팀 4: 이이노 미야비, 이즈타 리나, 이와타테 사호, 오오카와 리오, 오오모리 미유, 오카다 아야카, 오카다 나나, 카와모토 사야, 키타자와 사키, 코지마 마코, 코미야마 하루카, 사토 키아라, 타카하시 쥬리, 나토리 와카나, 니시노 미키, 노자와 레나, 무라야마 유이리
- SKE48 팀 S: 키타가와 료하
- NMB48 팀 BII: 시부야 나기사
- HKT48 팀 KIV: 토모나가 미오

### 평생 몇 명이나 사람을 만나는 걸까
Team 8 명의 
- 팀 8: 요코야마 유이, 사토 나나미, 사토 아카리, 타니카와 히지리, 하야사카 츠무기, 모기 카스미, 오카베 린, 혼다 히토미, 시미즈 마리아, 타카하시 아야나, 요시카와 나나세, 오구리 유이, 오다 에리나, 사토 시오리, 하시모토 하루나, 키타 레이나, 쵸 쿠레나, 히다리토모 아야카, 콘도 모에리, 핫토리 유우나, 요코미치 유리, 후지무라 나츠키, 야마모토 아이, 하마 사유나, 오오타 나오, 나가노 세리카, 오오니시 모모카, 야마모토 루카, 아베 메이, 히토미 코토네, 타니 유우리, 시타오 미우, 하마마츠 리오나, 교텐 유리나, 타카오카 카오루, 히로세 나츠키, 요시다 카렌, 후쿠치 레나, 이와사키 모에카, 쿠라노오 나루미, 요시노 미유, 야구치 모카, 시모아오키 카린, 미야자토 리라
- 팀A: 야마다 나나미
- 팀K: 나카노 이쿠미
- 팀B: 사카구치 나기사

### 텐토무Chu!를 찾아라!
텐토우무Chu! 명의 
- AKB48 팀4: 오카다 나나, 코지마 마코, 니시노 미키
- SKE48 팀S 및 AKB48 팀4 : 키타가와 료하
- NMB48 팀 BII 및 AKB48 팀4: 시부야 나기사
- HKT48 팀 KIV 및 AKB48 팀4: 토모나가 미오
- HKT48 팀 H: 타시마 메루

### 그 때부터 나는 공부가 손에 잡히지 않는다
덴덴무Chu! 명의 
- AKB48 팀 A: 오오와다 나나, 타니구치 메구
- AKB48 팀 K: 무카이치 미온
- HKT48 팀 H 및 AKB48 팀B: 야부키 나코
- AKB48 팀 4: 카와모토 사야, 무라야마 유이리
- HKT48 팀 H: 타나카 미쿠

### 다정한 사람으로 있고 싶어
- AKB48 팀B: 카시와기 유키
- HKT48 팀H 및 HKT48 극장 지배인: 사시하라 리노

### 토이 푸들과 너의 이야기
- AKB48 팀A: 시마자키 하루카
- SKE48 팀S: 마츠이 쥬리나

### 그 시절, 좋아했던 사람
- AKB48 팀A: 코지마 하루나
- AKB48 팀A 캡틴 및 AKB48 그룹 총감독: 요코야마 유이

### LOVE ASH
- AKB48 팀A 및 AKB48 그룹 총감독: 다카하시 미나미
- NMB48 팀N 캡틴 및 AKB48 팀K: 야마모토 사야카 (NMB48)

### 크리스마스 이브에 울지 않도록
- AKB48 팀B: 와타나베 마유
- HKT48 팀KIV 부캡틴 및 AKB48 팀A: 미야와키 사쿠라

### 시작의 눈
- AKB48 팀K: 무토 토무
- AKB48 팀K: 타노 유카
- AKB48 팀B 부캡틴: 오오시마 료카
- AKB48 팀4 캡틴: 타카하시 쥬리

### 로자리오
- AKB48 팀A: 이리야마 안나
- HKT48 팀H 및 AKB48 팀K: 코다마 하루카
- AKB48 팀B 캡틴: 키자키 유리아
- AKB48 팀B: 카토 레나